# Karang Suci
Karang Suci is een bestuurslaag in het regentschap Bengkulu Utara van de provincie Bengkulu, Indonesië. Karang Suci telt 2874 inwoners (volkstelling 2010).